# پیامد زیست‌محیطی تولید برق

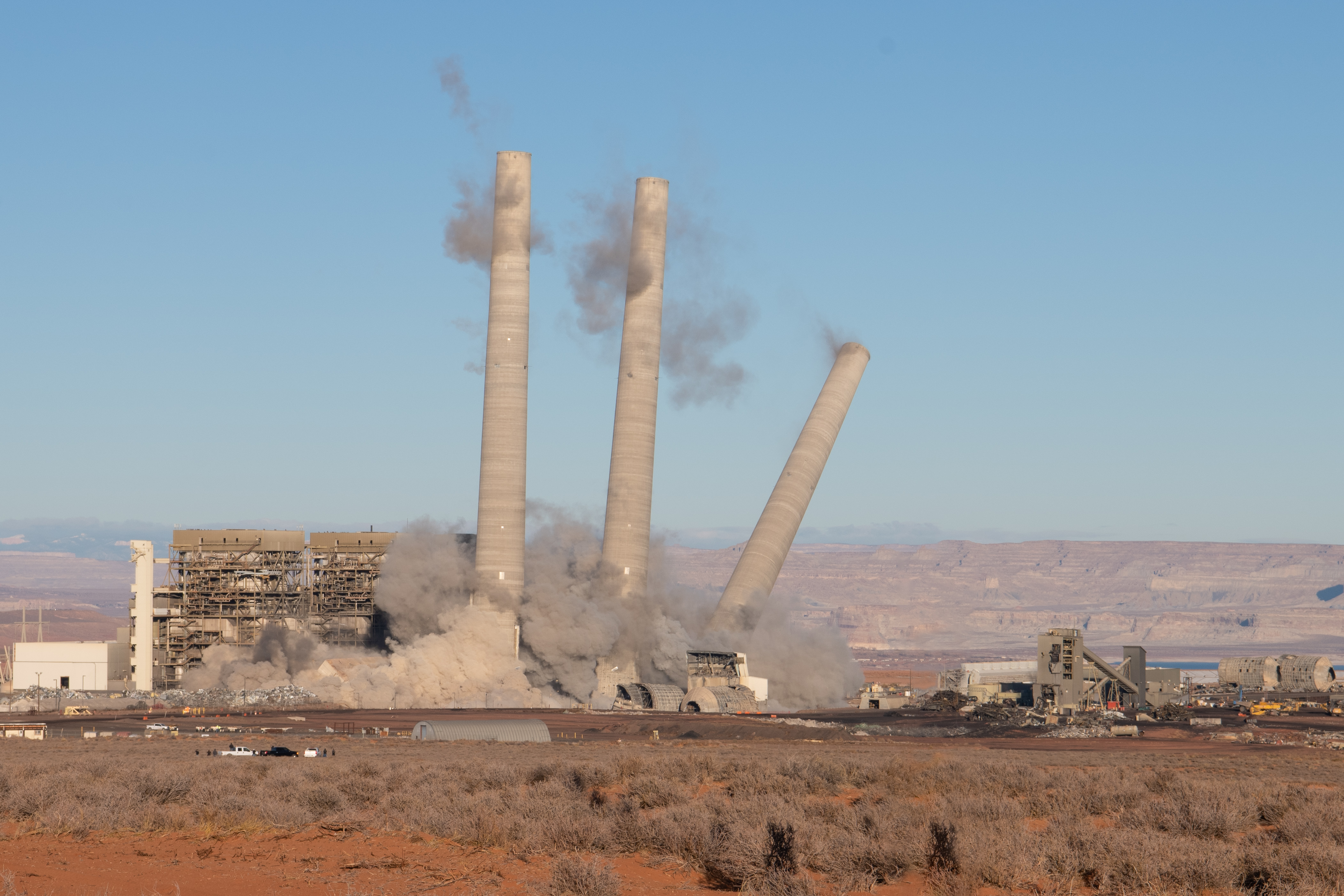
پیامد زیست‌محیطی تولید برق

پیامد زیست‌محیطی تولید برق، مخرب‌ترین تأثیر بر محیط زیست را می‌تواند بخش تولید برق با استفاده از انرژی هسته‌ای به خود اختصاص دهد؛ به این صورت که یک اشتباه کوچک ممکن است میزان خطرناکی از رادیواکتیو را وارد محیط زیست سازد. تولید برق با استفاده از انرژی آبی، بادی و خورشیدی کم‌ترین تأثیرات مخرب زیست‌محیطی را به دنبال دارد. در تولید برق اغلب از سوخت‌های فسیلی استفاده می‌شود که آلودگی‌های فراوانی در محیط زیست به وجود می‌آورد.
سیستم‌های مربوط به انرژی الکتریکی شامل کارخانه‌های تولید انرژی، شبکه‌های انتقال و خطوط توزیع برق می‌باشند. هریک از این مولفه‌ها می‌توانند اثرات زیست‌محیطی مخربی در مراحل مختلف توسعه و استفاده ازآن، منجمله در تولید برق از منابع سوخت، اتمسفر موجود و آلودگی‌های موضعی و انهدم آثار آنها گرفته تا تولید برق و مصرف آن داشته باشند.
در این صفحه منحصراً به تأثیر ات زیست‌محیطی منابع انرژی و تولید الکتریسیته پرداخته شده‌است. این تأثیرات شامل اثرات سوء استفاده از مصرف آب و دفع آن، آلودگی محلی، و آوارگی حیات وحش می‌شود. همچنین اطلاعات بیشتری دربارهٔ تولید الکتریسته از طریق فناوریهای مشخص و سایر آثار زیست‌محیطی در اثر صنعت تولید انرژی را می‌توانید در این صفحه مشاهده کنید.

## کاربرد آب
آثار استفاده از آب یکی از بارزترین تأثیرات زیست‌محیطی مربوط به تولید برق است. همه چرخه‌های حرارتی شامل زغال‌سنگ، گاز طبیعی، انرژی هسته‌ای، گرمایش زمین و زیست توده از آب به عنوان سیال خنک‌کننده برای حرکت چرخه‌های ترمودینامیکی استفاده می‌کنند که اجازه می‌دهد برق از منابع انرژی حرارتی تولید گردد. مقدار مصرف آب اغلب به سیستم‌های تولید برق بستگی دارد. اهمیت نقش آب در تولید برق به اندازه‌ای است که تغییرات در منابع آب بر قابلیت و کیفیت برق تولید شده تأثیرگذار است. با توجه به افزایش جمعیت و افزایش خشک‌سالی‌ها، میزان مصرف آب برای تولید برق بسیار نگران کننده است.

## توان نگاوات
توان نگاوات به سرمایه‌گذاری برای کاهش مصرف برق اشاره دارد تا سرمایه‌گذاری برای افزایش ظرفیت تامین. به این ترتیب می‌توان سرمایه‌گذاری در نگاوات را به عنوان جایگزینی برای یک نیروگاه جدید در نظر گرفت و هزینه‌ها و نگرانی‌های زیست محیطی را با هم مقایسه کرد.